# Wilhelm Pötters
Wilhelm Pötters (* 28. August 1941 in Sevelen) ist ein deutscher Romanist. 

## Leben und Werk
Nach dem 1961 am Friedrich-Spee-Gymnasium in Geldern erworbenen Abitur studierte Pötters Romanische und Deutsche Philologie, Allgemeine Sprachwissenschaft, Philosophie und Pädagogik an den Universitäten Bonn, Köln, Grenoble und Lissabon. 1970 wurde er an der Universität zu Köln promoviert mit einer Dissertation über einen Vergleich des Wortschatzes der iberoromanischen Sprachen. Zu den Erträgen seiner Mitarbeit in der universitären Lehre gehört eine zusammen mit Annegret Bollée verfasste, ab 1974 in mehreren Auflagen erschienene Einführung in die französische Sprachwissenschaft. Er habilitierte sich 1981 in Köln mit einer – Boccaccio concessivo überschriebenen – Arbeit zu Syntax und Textstruktur in den Novellen des Decameron, die er in zwei separaten Bänden veröffentlichte. Seit dieser zugleich linguistisch und literaturwissenschaftlich angelegten Studie hat er mit einem ähnlichen interdisziplinären Ansatz andere zentrale Werke der mittelalterlichen italienischen Literatur gedeutet.
Von 1971 bis 1982 war Pötters im Romanischen Seminar der Universität zu Köln als Wissenschaftlicher Assistent und im dortigen Dekanat der Philosophischen Fakultät als Akademischer Rat tätig. Von 1982 bis 2003 vertrat er an der Julius-Maximilians-Universität Würzburg den romanistischen Lehrstuhl für Sprachwissenschaft von Theodor Berchem. Dann besetzte er diesen Lehrstuhl bis zu seiner Pensionierung 2006, lehrte dort aber noch bis 2013 und lehrt seit 2008 auch wieder in Köln. Einen 1993 an ihn ergangenen Ruf an die Universität Leipzig auf eine Professur für „Geschichte der romanischen Sprachen und Literaturen im Mittelalter“ lehnte er ab.
In seinen Arbeiten zur italienischen Literatur vertritt Pötters die These, dass die ursprüngliche Struktur der um 1230/40 in Sizilien entstandenen Gedichtform des Sonetts, aber auch mehrere Hauptwerke der spätmittelalterlichen Dichtung, so besonders der Zyklus der Laura-Gedichte Francesco Petrarcas und die Göttliche Komödie Dantes, in ihren Bauformen auf die  Kreiszahl Pi und die Zahl des Goldenen Schnitts Phi zurückzuführen seien. Seine analytischen Befunde erlauben hierbei seiner Ansicht nach die Schlussfolgerung, dass die Dichter-Philosophen des italienischen Mittelalters für die beiden irrationalen Zahlen Pi und Phi erstaunlich genaue Näherungswerte kannten, wie sie in der mathematischen Literatur dieser Epoche noch nicht nachzuweisen sind. Inhaltlich sollen seine Befunde so zu deuten sein, dass die Unbestimmbarkeit dieser irrationalen Zahlen in einer intendierten Sinnbeziehung zur Unerreichbarkeit der in diesen Werken besungenen donna stehe, und dass die Dichter selbst beim Rückgriff auf diese Zahlen als Nachahmer des nach gleichen Prinzipien auch seine Schöpfung komponierenden Deus geometra gesehen werden wollten.
Pötters ist Ehrenmitglied der Società Dantesca Italiana in Florenz.

## Werke (Auswahl)
- Unterschiede im Wortschatz der iberoromanischen Sprachen. Beitrag zu einer vergleichenden spanisch-portugiesischen Semantik, Kleikamp, Köln 1970.
- (mit Annegret Bollée) Sprachwissenschaftlicher Grundkurs für Studienanfänger Französisch. Materialien zur Einführung in die französische Sprachwissenschaft. Narr, Tübingen 1974, 7. Auflage 1995.
- Chi era Laura? Strutture linguistiche e matematiche nel „Canzoniere“ di Francesco Petrarca. Mulino, Bologna 1987.
- Begriff und Struktur der Novelle. Linguistische Betrachtungen zu Boccaccios „Falken“. Niemeyer, Tübingen 1991.
- Negierte Implikation im Italienischen. Theorie und Beschreibung des sprachlichen Ausdrucks der Konzessivität auf der Grundlage der Prosasprache des Decameron. Niemeyer, Tübingen 1992.
- Nascita del sonetto. Metrica e matematica al tempo di Federico II. Longo, Ravenna 1998.
- Circolarità e armonia. Principî geometrici nella poesia medievale – Dai Siciliani a Dante, in: Claudio Bartocci/Piergiorgio Odifreddi, La matematica. Vol. 3: Suoni, parole, forme. Einaudi, Turin 2011, 703–762.
- Chi era Beatrice? Teoria e allegoria del cosmo nella poesia di Dante. Aracne Editrice, Canterano (RM) 2018.
- Boccaccio concessivo. Sintassi e composizione nel Decameron, Aracne Editrice, Roma 2024.